# Kobyła Niepodległości
Kobyła Niepodległości – pomnik konia zlokalizowany w podwarszawskiej miejscowości Kobyłka.
Rzeźba została ufundowana w 2009 roku przez redakcję stołecznego wydania Gazety Wyborczej jako element organizowanych przez redakcję obchodów 20. rocznicy wyborów do Sejmu kontraktowego. Podczas uroczystego pochodu rzeźba została przeciągnięta przez fiata 126p wzdłuż Krakowskiego Przedmieścia w Warszawie, a na jej grzbiecie zamontowano fotel samochodowy, w którym siedział Kazimierz Kaczor komentując wydarzenia z ostatniego dwudziestolecia.
Po uroczystościach rzeźba była przechowywana na parkingu przed budynkiem Agory. Wówczas z inicjatywą zainstalowania jej w Kobyłce wystąpiła lokalna działaczka społeczna Krystyna Kanownik. Władze podwarszawskiej miejscowości wyraziły zgodę i rzeźbę przewieziono na plac przed Miejskim Ośrodkiem Kultury, nieopodal skrzyżowania alei Jana Pawła II z ulicą Orszagha. Czterometrowy pomnik został tam zamontowany na stałe, zabezpieczony przed warunkami atmosferycznymi laminatem i pomalowany. Osobą nadzorującą te prace był artysta Leszek Kałuszka. Uroczyste odsłonięcie pomnika nastąpiło 5 września 2009 roku podczas obchodów czterdziestolecia nadania praw miejskich Kobyłce.